# El Rancagüino

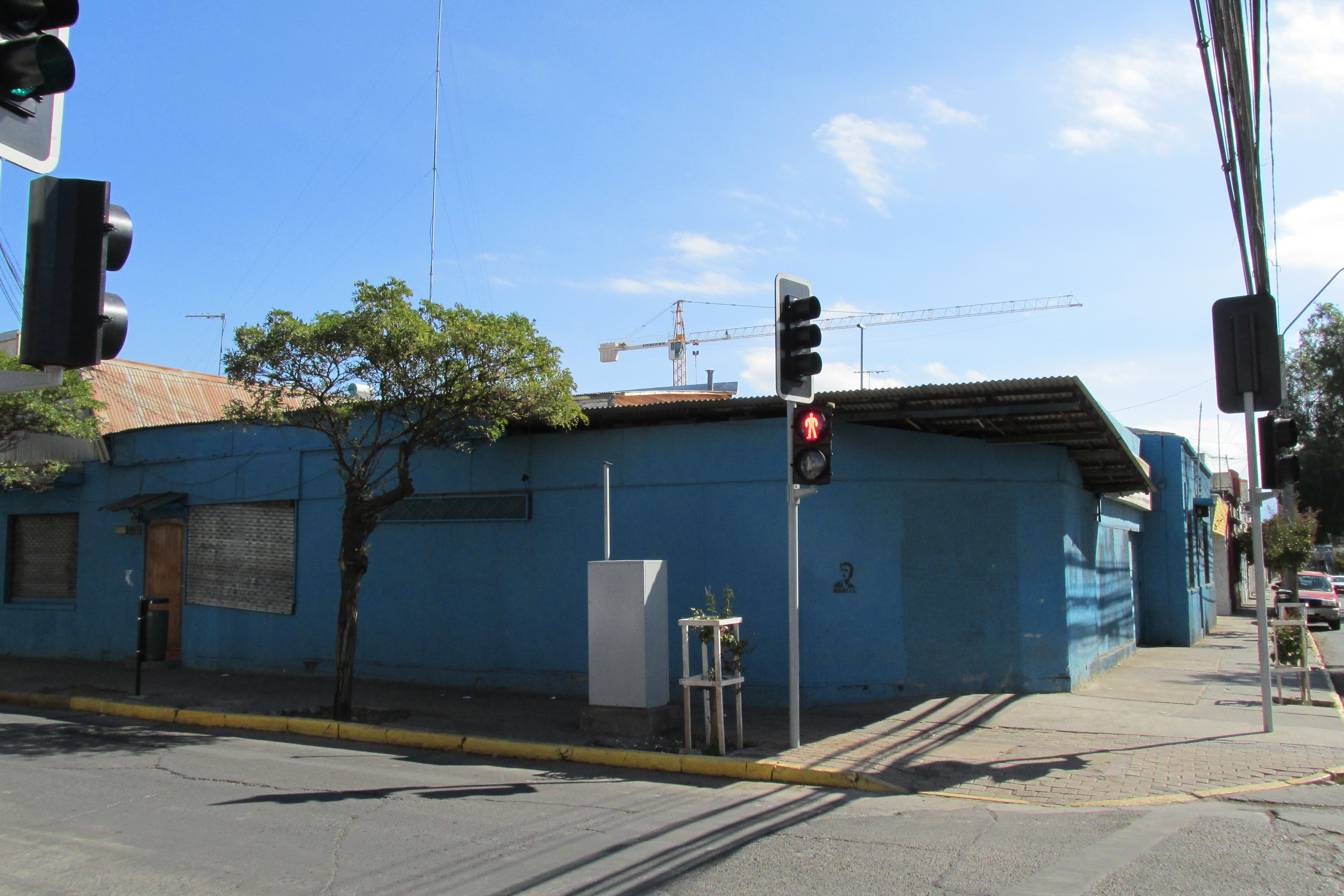
Escritórios do diário em Rancagua.

El Rancagüino é um jornal matutino chileno, de carácter regional, com sede na cidade de Rancagua. É distribuído nas 33 comunas da Região do O'Higgins. O diário, reconhecido por sua trajectória, é membro da Associação Nacional da Imprensa e membro activo da Sociedade Interamericana de Imprensa.

## História
Miguel González Navarro foi um contador rancagüino que passou vários anos em Europa, onde um dos trabalhos que teve foi o de tradutor de artigos para a revista Paris Select de França. Com o estallido da Primeira Guerra Mundial em 1914, regressou a Chile, e decidiu estabelecer em sua cidade natal para editar um jornal semanal, ao qual titulou La Semana. O 15 de agosto de 1915 lançou-se o primeiro número da La Semana.
O 15 de janeiro de 1938, La Semana passou a chamar-se El Rancagüino e durante muitos anos foi um diário vespertino. O 15 de janeiro de 1959 Miguel González foi assassinado, e os escritórios do diário foram incendiadas.
As metas mais importantes do diário são a cobertura da Copa Mundial de Futebol de 1962, na qual se destacaram por levar de forma rápida os resultados dos partidos disputados no Estádio El Tenente de Rancagua, e a publicação da notícia do golpe de Estado de 1973, a tarde do mesmo 11 de setembro de 1973.